# Dalton Cyr

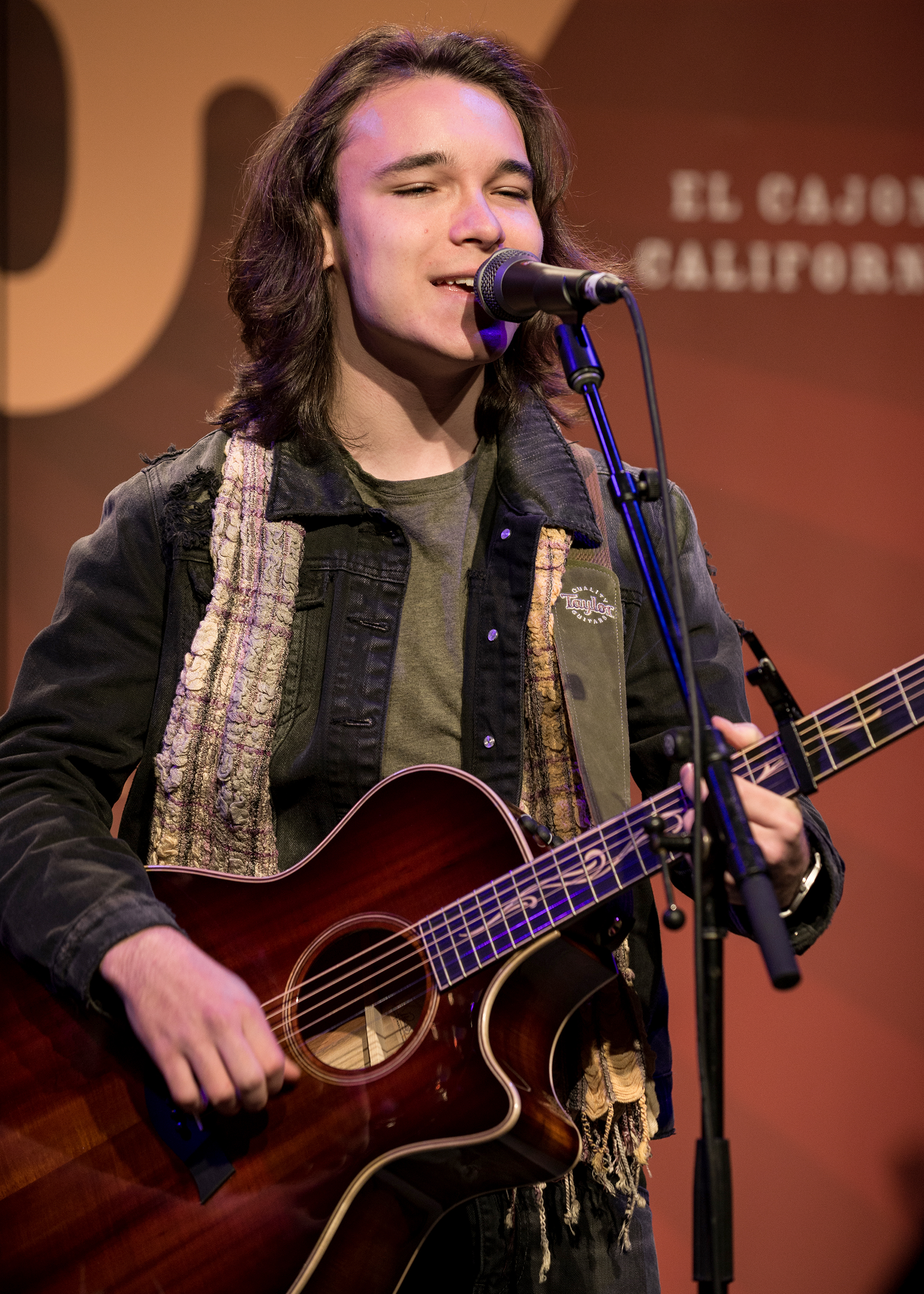
Dalton Cyr (2018)

Dalton Cyr (* 21. Juli 2000 in Jacksonville, Duval County, Florida) ist ein US-amerikanischer Popmusiker, Sänger, Songwriter, Gitarrist und Schauspieler.

## Leben
Cyr wurde am 21. Juli 2000 in Jacksonville geboren. Er wuchs mit einem Bruder und einer Schwester auf. Als er zehn Jahre alt war, schrieb er sein erstes Lied für einen Schulwettbewerb. Bereits im Alter von elf Jahren veröffentlichte er sein Debütalbum I’ll Be There. 2013 erhielt er ein Stipendium für das Prodigy Camp.
2015 folgte das Debüt als Filmschauspieler in dem Fernsehfilm A History of Radness und dem Kurzfilm Feet. Eine größere Rolle übernahm er im Folgejahr im Familienfilm Superkids sowie den zwei Kurzfilmen Imitation Is Suicide und Mule. Letzterer Kurzfilm wurde auf Filmfestivals wie dem Fantastic Festival oder dem Beyond Festival gezeigt. Ab 2016 bis 2017 wirkte er zudem in der Fernsehserie Pretty Little Liars mit. 2017 folgte eine Rolle im Kurzfilm Breathe, 2018 im Kurzfilm Fragile Unbreakable Girl.

## Filmografie
- 2015: A History of Radness (Fernsehfilm)
- 2015: Feet (Kurzfilm)
- 2016: Superkids (Time Toys)
- 2016: Imitation Is Suicide (Kurzfilm)
- 2016: Mule (Kurzfilm)
- 2016–2017: Pretty Little Liars (Fernsehserie, 2 Episoden)
- 2017: Breathe (Kurzfilm)
- 2018: Fragile Unbreakable Girl (Kurzfilm)

## Diskografie
Alben
- 2011: I’ll Be There
- 2017: Breathe, Veröffentlichungsdatum: 3. August 2017